# 蒂勒湖
47°16′6″N 8°30′10″E / 47.26833°N 8.50278°E

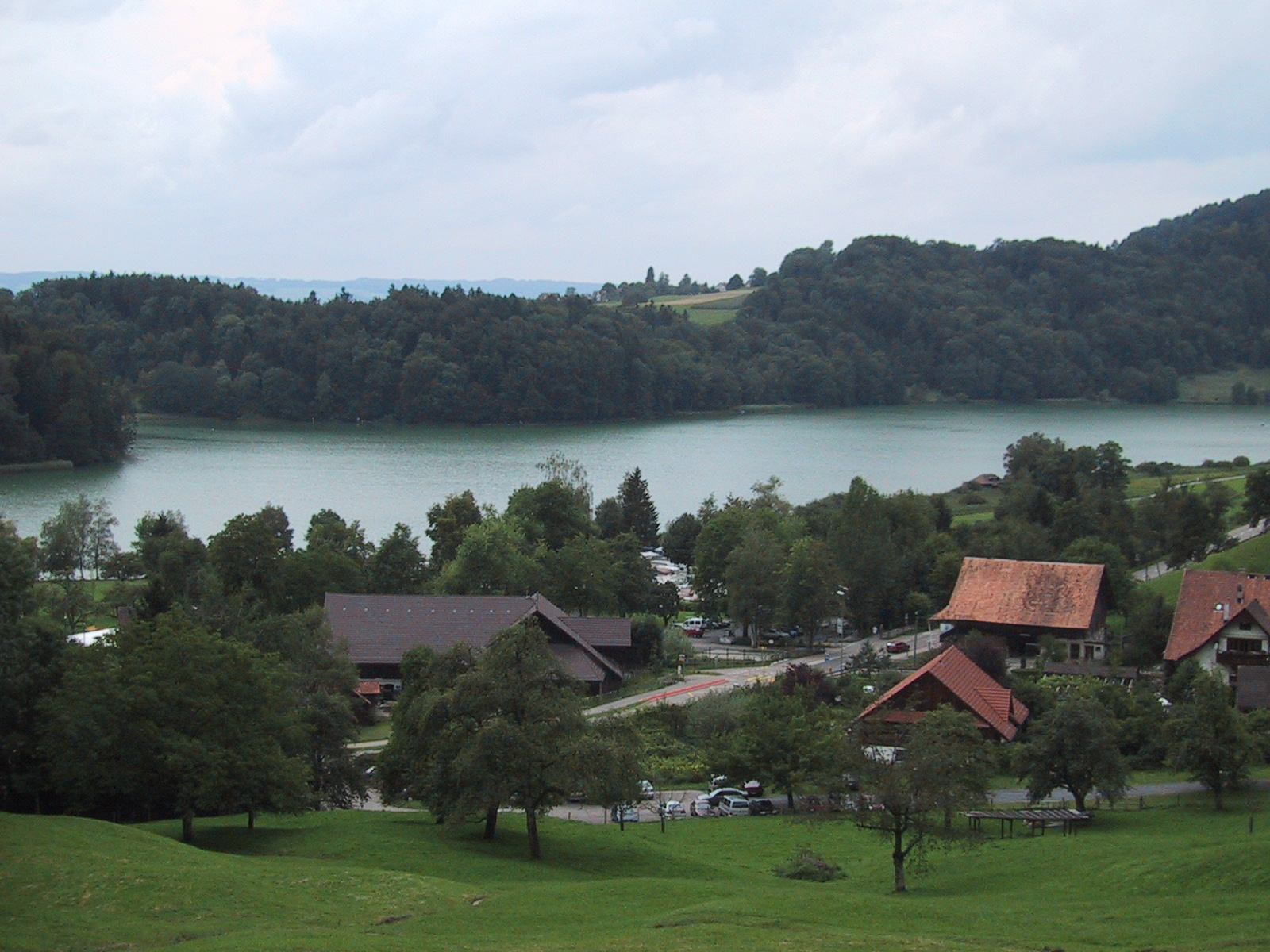

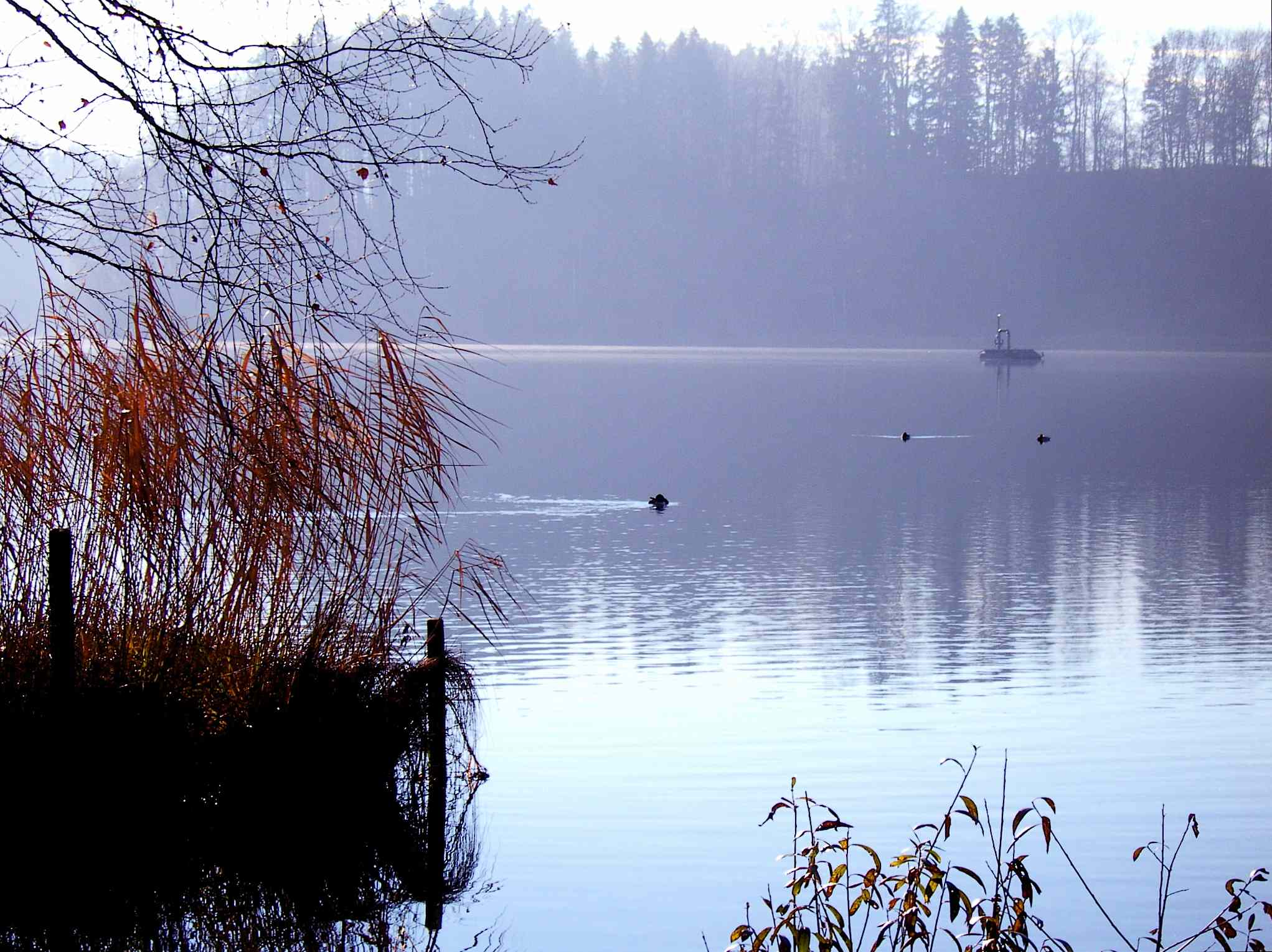

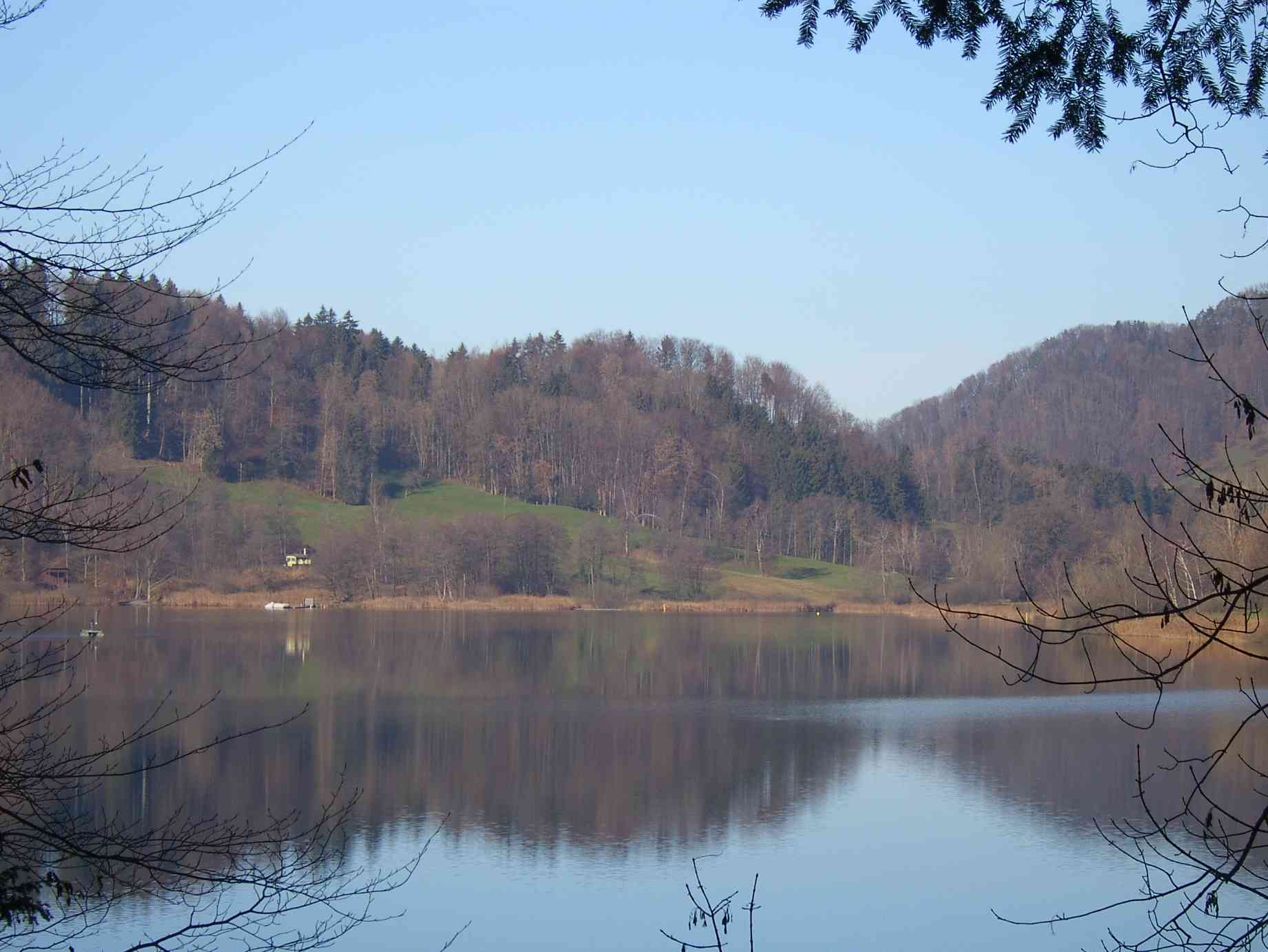

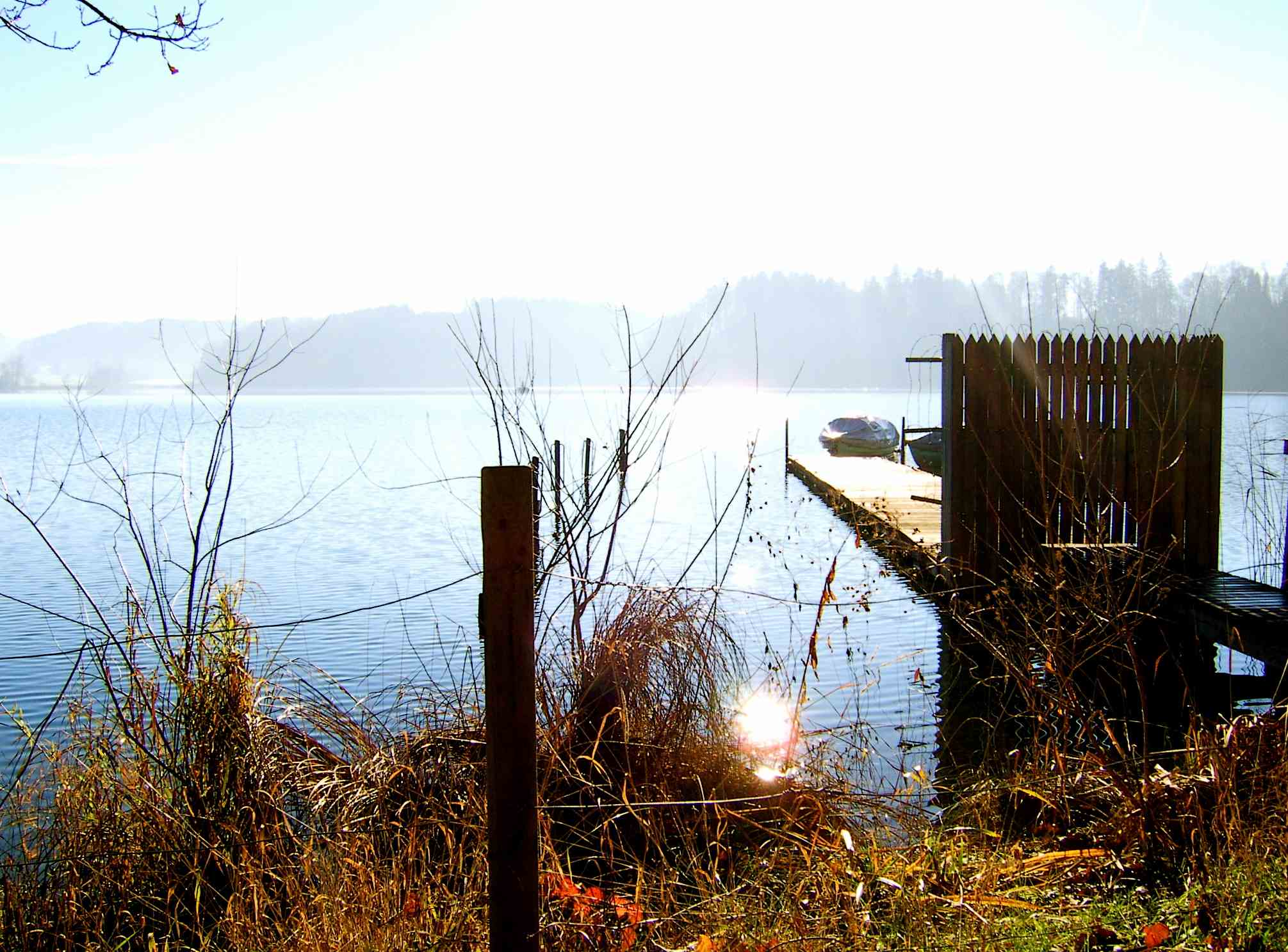

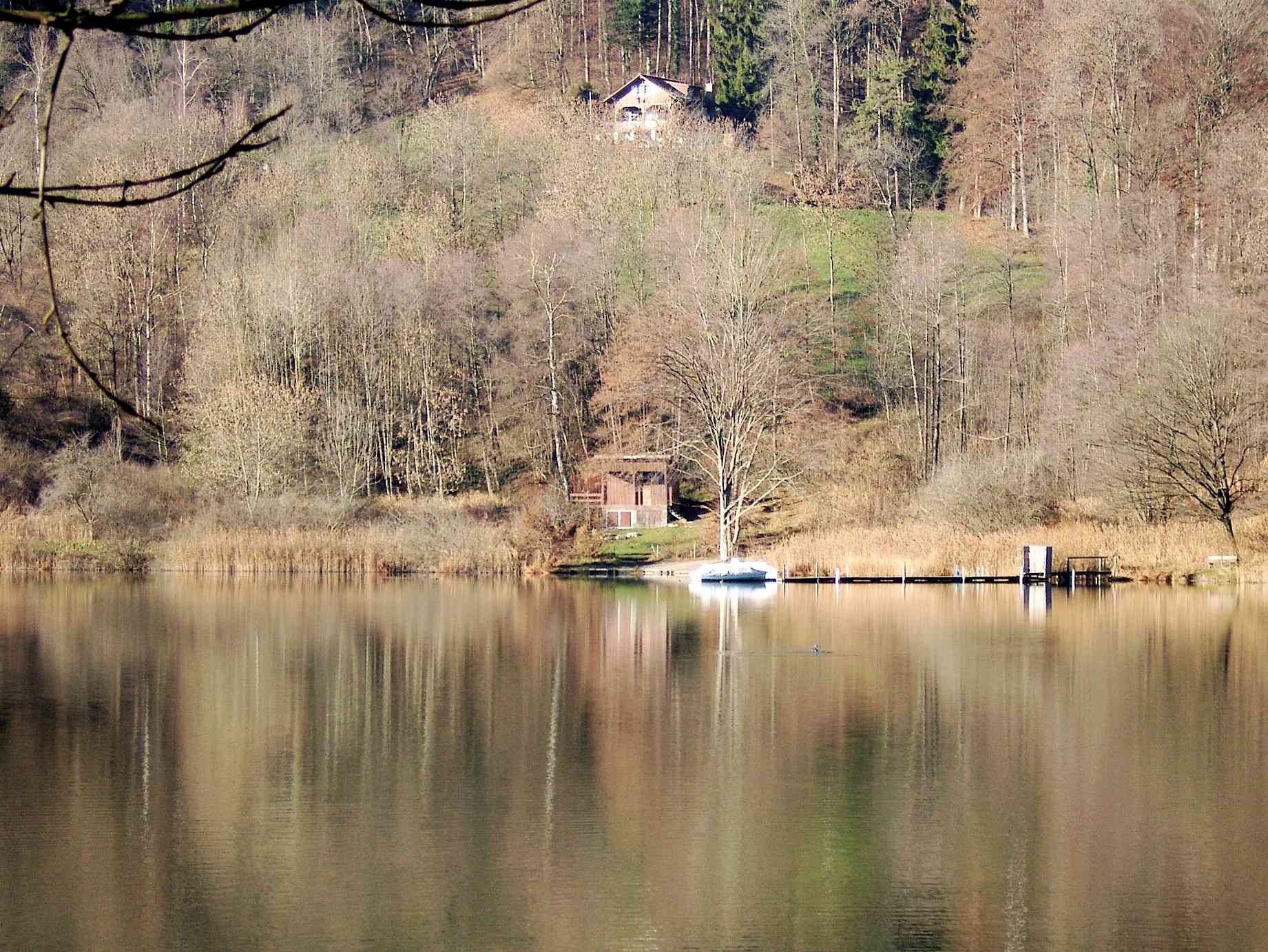

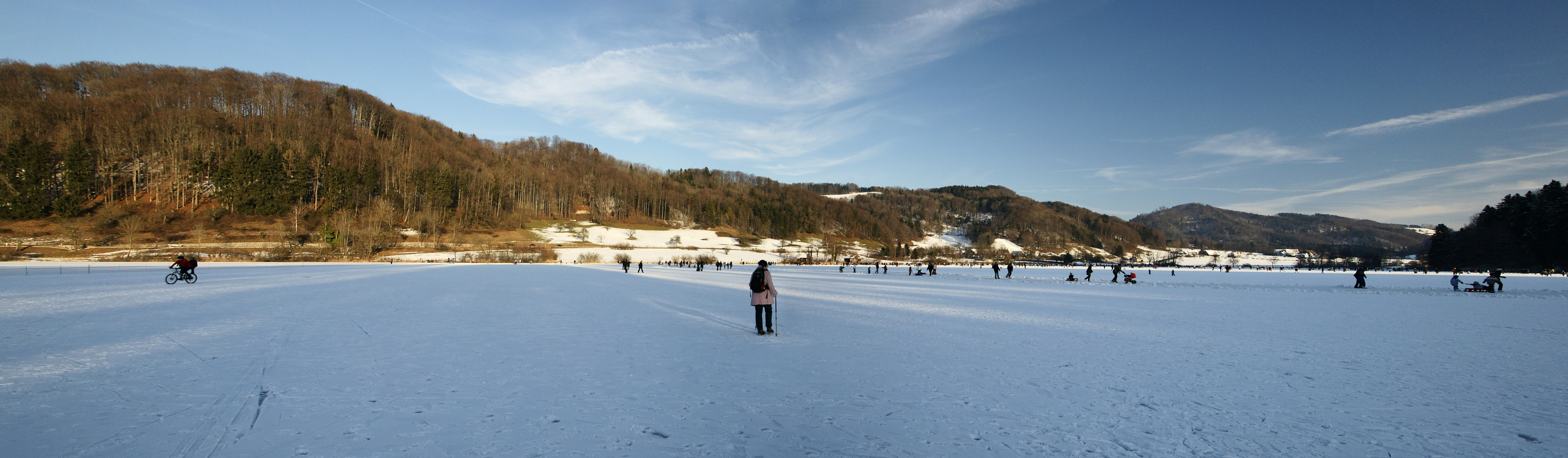

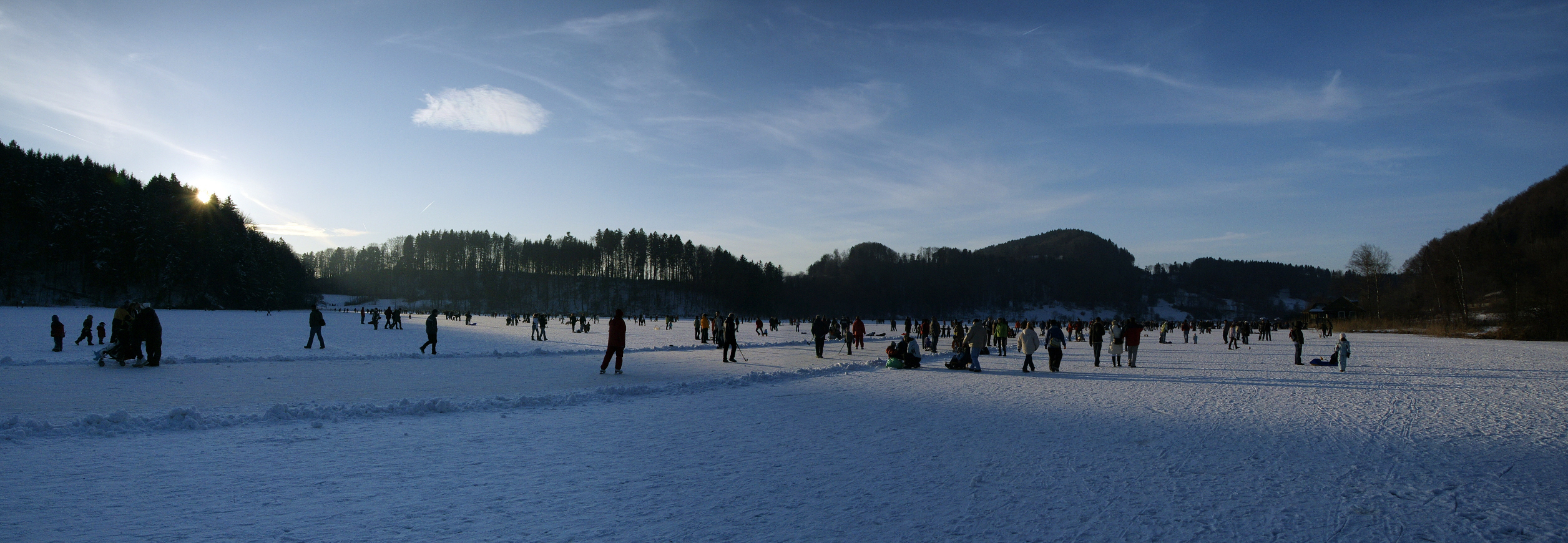

蒂勒湖（Türlersee），是瑞士的湖泊，位於該國東北部，由蘇黎世州負責管轄，長1.4公里、寬0.5公里，面積0.5平方公里，海拔高度643米，平均水深13米，最大水深22米。